# Бергрот, Рольф
Рольф Йоханнес Бергрот (фин. Rolf Bergroth; 4 августа 1909, Або, Великое княжество Финляндское, Российская империя (ныне Турку) — 28 января 1995, Хельсинки, Финляндия) — финский музыкант, пианист, музыкальный педагог.

## Биография
В конце 1920-х годов учился игре на фортепиано в домашних условиях. Затем в Париже под руководством Кейхо Кости Веханена. В 1930 году дал свой первый концерт в Хельсинки.
Бергрот был известен, как пианист за многие сольные концерты. Выступал также в концертах с оркестрами. Кроме Финляндии неоднократно выступал за границей. Его интерпретации, как правило, носили классический характер. Музыкант высоко ценился как исполнитель произведений Шопена .
С 1941 по 1978 год преподавал игру на фортепиано в Академии им. Сибелиуса.
В 1968 году был награждён высшей государственной наградой Финляндии для деятелей искусств — Pro Finlandia.